# 체코 올림픽 위원회
체코 올림픽 위원회(체코어: Český olympijský výbor)는 체코의 국가 올림픽 위원회이다. IOC 코드는 CZE이다. 본부는 프라하에 있으며 유럽 올림픽 위원회에 소속되어 있다.
세계에서 가장 오래된 국가 올림픽 위원회 가운데 하나이며 1899년에 설립되었다. 1919년 체코슬로바키아 올림픽 위원회(Československý Olympijský výbor)로 전환되었으며 1992년 체코슬로바키아가 해체될 때까지 계속 남아 있었다. 1993년에 국제 올림픽 위원회의 승인을 받았다.
34개 국가 하계 스포츠 종목 연맹과 8개 국가 동계 스포츠 종목 연맹이 소속되어 있으며 체코의 스포츠 발전을 담당한다. 또한 올림픽, 유러피언 게임을 비롯한 국제 스포츠 대회에 참가하는 체코의 선수들을 대표한다.

## 같이 보기
- 올림픽 보헤미아 선수단
- 올림픽 체코 선수단